# Giovanni Maria Bononcini
Giovanni Maria Bononcini (pokřtěn 23. září 1642 Montecorone, Modena – 18. listopadu 1678 Modena) byl italský houslista a hudební skladatel.

## Život
Základní hudební vzdělání získal s největší pravděpodobností u skladatele Marca Uccelliniho. V předmluvě ke své učebnici „Musico Prattico“ uvedl, že kontrapunkt studoval u Padre Agostina Bendinelliho (1635–1702). Zpočátku působil jako kapelník v kostelech San Giovanni in Monte a San Petronio v Bologni a byl členem prestižní Accademie Filarmonica. V roce 1671 odešel do Modeny, kde působil až do své smrti v roce 1678. Nejprve byl dvorním houslistou u vévodkyně Laury d'Este a od roku 1674 byl kapelníkem v modenské katedrále (Duomo San Geminiano).
Jeho synové Giovanni Battista Bononcini (1670–1747), Antonio Maria Bononcini (1677–1726) a Giovanni Maria Angelo Bononcini (1678–1753) byli rovněž hudebními skladateli.

## Dílo
Komponoval instrumentální i vokální hudbu pro nejrůznější soubory. Je znám zejména svými komorními i chrámovými sonátami. Byl rovněž významným hudebním teoretikem. Jeho učebnice kontrapunktu Musico prattico byla používána i za hranicemi Itálie. Známa je pouze jediná Bononciniho opera: I primi voli dell’aquila Austriaca del soglio imperiale alla gloria uvedená v Modeně v roce 1667. Její partitura je však ztracena.
Publikovaná díla
- op.1 Primi Frutti del Giardino Musicale à due violini e basso (Benátky, 1666)
- op.2 Delle Sonate de camera, e ballo à 1,2,3, e 4 (Benátky, 1667)
- op.3 Varii fiori del giardino musicale, overo Sonate da camera … aggiunta d'alcuni canoni, per 2-4 strumenti (Bologna, 1669)
- op.4 Arie, correnti, sarabande, gighe, & allemande per violino e violone (violoncello) o spinetta (Bologna, 1671)
- op.5 5 Sinfonia, allemande, correnti, e sarabande à 5–6 stromenti, aggiunta d'una sinfonia a quattro, che si può suonare ancora al contrario (Bologna, 1671)
- op.6 Sonate da chiesa à due violini (Benátky, 1673)
- op.7 Ariette, correnti, gighe, allemande, e sarabande, per 1–4 strumenti e basso continuo (Bologna, 1673)
- op.8 Musico prattico che brevemente dimostra il modo di giungere alla perfetta cognizione di tutte quelle cose, che concorrono alla composizione de i canti, e di ciò ch'all'arte del contrapunto si ricerca, (Bologna, 1673)
- op.9 Trattenimenti musicali à tre & à quattro stromenti (Bologna, 1675)
- op.10 Cantate per camera a voce sola, libro primo, per una voce (soprano o basso) e basso continuo (Bologna, 1677)
- op. 11 Madrigali a 5 voci, libro primo (Bologna, 1678)
- op.12 Arie e Correnti à tre, due violini e violone (Bologna, 1678)
- op.13 Cantate per camera a voce sola, libro secondo, per una voce (soprano o contralto o basso) e basso continuo (Bologna, 1678)